# Srebrenko Despot
Srebrenko Despot (Mostar, 1957. — 12. svibnja 1983.) je bivši hrvatski košarkaš.

## Klupska karijera
Igrao je za Cibonu.
S Cibonom je 1979./80. došao do finala Kupa Radivoja Koraća, gdje ih je zaustavio talijanski Arrigoni. Suigrači u Ciboni su mu bili: Aleksandar Petrović, Andro Knego, Mihovil Nakić, Sven Ušić, Damir Pavličević, Rajko Gospodnetić, Adnan Bečić, Dražen Dogan, Branko Sikirić, Uzelac, trener Mirko Novosel. 
Doživio je prometnu nesreću i umro tri dana kasnije, 12. svibnja 1983.